# Duello tra i ghiacci - North Star
Duello tra i ghiacci (North Star) è un film del 1996 diretto da Nils Gaup (regista, attore e sceneggiatore) con Christopher Lambert, James Caan, Burt Young e Catherine McCormack. Liberamente ispirato al romanzo western The North Star del 1956 di Henry Wilson Allen.

## Trama
Durante gli anni della corsa all'oro, il presidente dell'Associazione minatori dell'Alaska vuole impadronirsi di alcune concessioni minerarie e per ottenerle usa metodi violenti. A contrastarlo ci sarà un meticcio che vive nella comunità eschimese.